# Patricia Hilliard
Patricia Hilliard (nasceu Patricia Maud Penn-Gaskell; Quetta, Índia britânica, 14 de março de 1916 – Sussex, 19 de maio de 2001 (85 anos)) foi uma atriz britânica nascida no Paquistão, que atuou em filmes britânicos durante a era do cinema mudo entre 1934 e 1942.

## Filmografia selecionada
- The Private Life of Don Juan (1934)
- The Ghost Goes West (1935)
- Things to Come (1936)
- The Limping Man (1936)
- Farewell Again (1937)
- A Gentleman's Gentleman (1939)
- The Missing Million (1942)